# 초록아쿠치
초록아쿠치(Myoprocta pratti)는 아구티과의 일부인 아쿠치속에 속하는 남아메리카 설치류의 일종이다. 아마존 우림 서부와 네그루강와 마데이라강 서부, 브라질 북서부, 페루 동북부, 에콰도르 동부, 콜롬비아 남동부, 베네수엘라 남부에 분포한다.